# Chūō Gōdō Chōsha Daiichi-gōkan
Chūō Gōdō Chōsha Daiichi-gōkan (中央合同庁舎第1号館?), conosciuto anche come Central Government Building No. 1, è un edificio governativo situato nel quartiere di Kasumigaseki, a Chiyoda, Tokyo, in Giappone.
È sede del Ministero dell'agricoltura, delle foreste e della pesca, dell'Agenzia per la sicurezza alimentare, dell'Agenzia forestale e dell'Agenzia di controllo della pesca.

## Storia
Dopo la fine della seconda guerra mondiale il governo giapponese intraprese una campagna di ristrutturazione delle strutture governative, in modo da facilitarne l'accesso ai cittadini e migliorarne l'efficienza, con il presupposto di fare un uso migliore e più efficace del territorio e di ridurre i costi di costruzione. Il Central Government Building No. 1, la cui costruzione ebbe inizio nel 1949, fu progettato in modo tale che fosse il primo vero edificio a prova di incendio realizzato dopo la guerra. Fu costruito appositamente per ospitare il Ministero dell'agricoltura, delle foreste e della pesca, la cui sistemazione richiedeva la massima priorità rispetto agli altri ministeri per via della crisi alimentare che attanagliava il Giappone nell'immediato secondo dopoguerra. Fu scelto un design semplice in contrasto all'austerità degli edifici governativi costruiti fino a quel momento.

## Caratteristiche
Completato tra il 1954 e il 1957, l'edificio è caratterizzato da una pianta a E e da una struttura in cemento armato con telaio in acciaio, senza l'aggiunta di particolari elementi decorativi. L'edificio principale si estende su un'area totale di circa 48.000 m² (di cui 4.713 m² calpestabili), mentre l'area degli altri due edifici misura rispettivamente 17.479 m² (1.978 m² calpestabili) e 14.139 m² (1.388 m² calpestabili).